# Kloster Agia Triada Sparmou
Das Kloster Agia Triada Sparmou (griechisch Μονή Αγίας Τριάδας Σπαρμόυ Moni Agias Triadas Sparmou) ist der Heiligen Dreifaltigkeit gewidmet. Neben den Klöstern Ephraim, Kanalon und Agios Dionysios ist es eines der ältesten Klöster der Region Olymp.

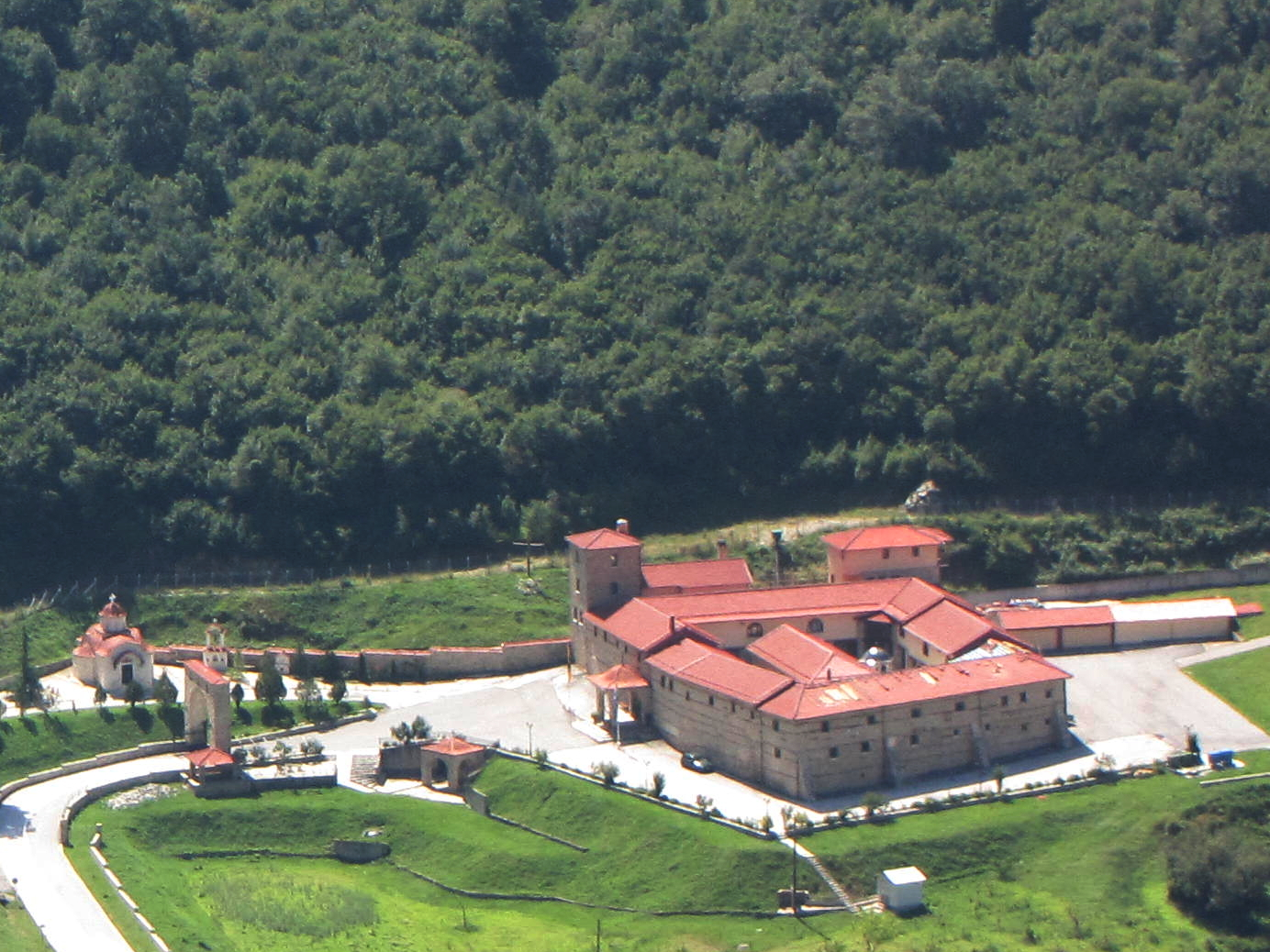
Kloster Agia Triada Sparmou

## Lage
Das Kloster ist im Westen des Olymp in 990 m Höhe an einem Abzweig der Straße nach Karya gelegen. Die Entfernung zu der thessalischen Gemeinde Elassona beträgt 17 km (Luftlinie).

## Geschichte

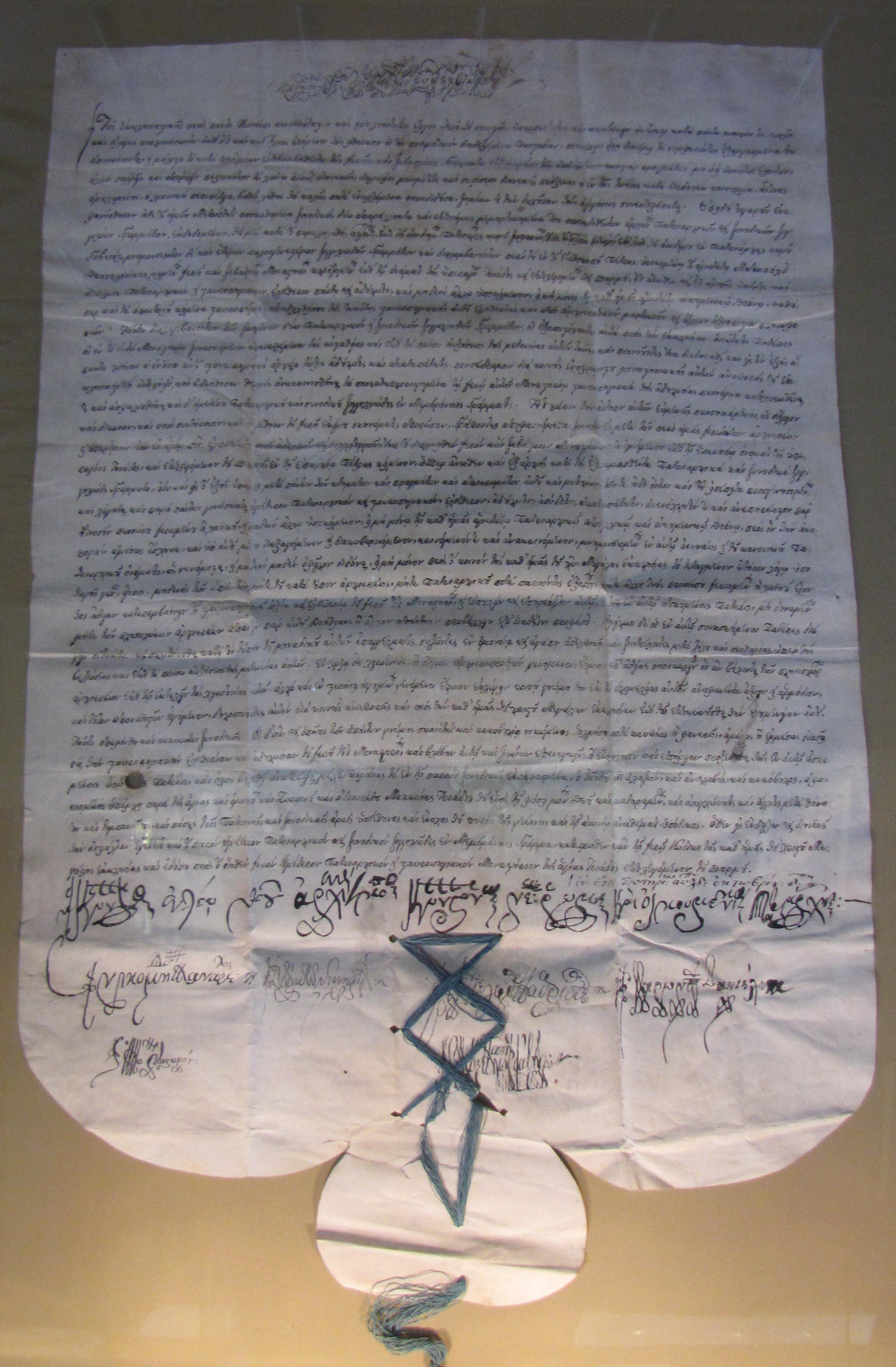
Antikes Dokument (Museum)

Das genaue Datum der Gründung ist nicht bekannt. Aufzeichnungen belegen aber, dass das Kloster mindestens seit dem Jahr 1386 bewohnt wurde. Es handelt sich um ein Stauropegion und ist damit direkt dem Patriarchen von Konstantinopel (Istanbul) unterstellt.
Die Blütezeit des Klosters begann Anfang des 17. Jahrhunderts, mit seinem Höhepunkt in der zweiten Hälfte des 18. Jahrhunderts. Die Kirche wurde 1633 renoviert. Aus dieser Zeit stammen die ältesten, sehr gut erhaltenen Ikonen. Die Zellen der Mönche wurden um 1739 fertiggestellt. Das Kloster erhielt damals seine Besitztümer, wurde weitgehend autark und hatte die finanziellen Möglichkeiten, sich in äußeren Angelegenheiten zu engagieren. Die schwierigsten Jahre waren die der Türkenherrschaft.
Das Kloster war eine der liturgischen Schulen des orthodoxen Christentums wie auch Schulen in Thessaloniki, Konstantinopel oder Venedig. Besonders gebildete Mönche sorgten nicht nur dafür, dass die griechische Sprache lebendig blieb, sondern unterrichteten auch die Bevölkerung. Eine Bibliothek und ein Studierzimmer wurden eingerichtet, die Buchbinderei wurde von erfahrenen Mönchen vom 17. bis zum 19. Jahrhundert praktiziert. Viele der Manuskripte und Bücher der damaligen Zeit wurden gerettet und befinden sich im Kloster Panagia Olympiotissa. Einige Exemplare sind im Museum ausgestellt.
Während des Griechischen Unabhängigkeitskrieges gegen die osmanische Herrschaft unterstützte das Kloster die griechischen Kämpfer. Durch seine Lage, fernab der türkischen Verwaltung in Elassona, konnten die Mönche relativ frei handeln. Sie versteckten Kämpfer und Munition, sorgten für Kleidung und Proviant.
Ab der Mitte des 19. Jahrhunderts begann der langsame Niedergang und im zweiten Jahrzehnt des 20. Jahrhunderts verließen die letzten Mönche das Kloster. Rund 80 Jahre lang war es geschlossen. Nach der Amtseinführung des Metropoliten von Elassona, Basileios, begann der Wiederaufbau der Anlage. Im Jahr 2000 bezogen wieder die ersten Mönche das Kloster.

## Klosteranlage

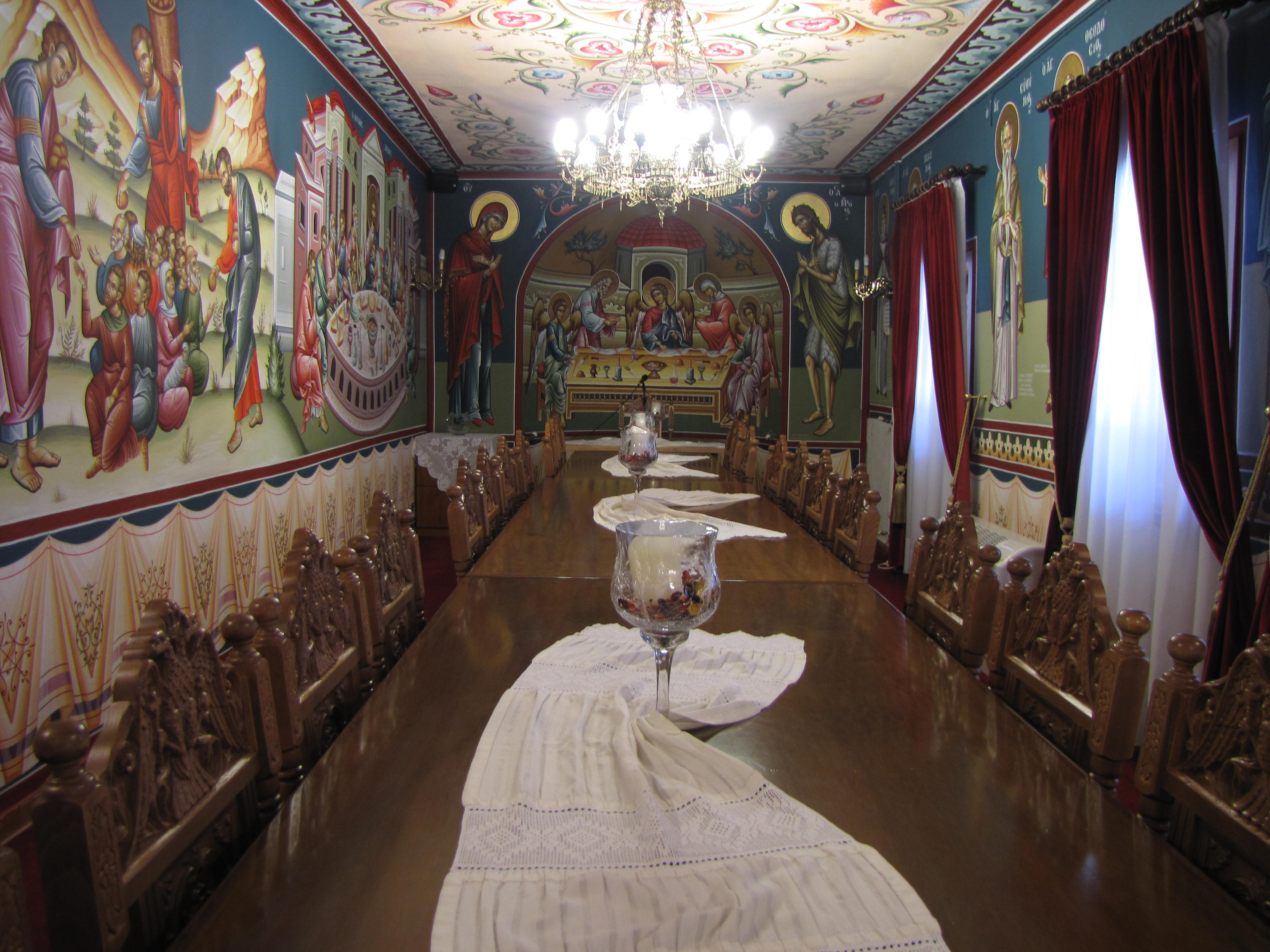
Das Refektorium

Ein Turm überragt die hohen Außenmauern, die nur oben, ab dem zweiten Stockwerk, von kleinen vergitterten Fenstern unterbrochen werden. Am nördlichen Teil verstärken vier mächtige Stützmauern die Statik der rund einen Meter dicken Außenwand. Der Grundriss ist ein Fünfeck (Pentagon), die Kirche (Katholikon) ist das zentrale Gebäude. Um sie herum verlaufen die Wirtschaftsräume und die Zellen der Mönche. Die hölzerne Eingangstür ist mit Eisen beschlagen und wirkt sehr stabil.
Zur Innenseite des Klosters hin werden die Räume des zweiten Stockwerks durch Säulen gestützt. Architektonisch ergeben sich so schattenspendende Kolonnaden, die einen Wandelgang um die Kirche herum bilden. Bänke laden den Besucher zum Ausruhen ein.
Von den Kolonnaden zweigen die Eingänge zum Museum und dem kleinen Laden der Mönche sowie zu den für den Besucher nicht zugänglichen Bereichen des Klosters ab.
Ein kleiner, sehr alter Brunnen an der Südseite, spendet heiliges Wasser. Im Südwesten findet man das Semantron und den Glockenstuhl des Klosters. Durch das Schlagen des Semantrons mit einem Hammer werden die Mönche zum Gebet gerufen.
Zum Besitz gehören vier Kapellen, wovon sich die Kapelle des Heiligen Haralambos auf dem Gelände des Klosters befindet. Die Kapelle des Allerheiligen, die Kapelle der Hochheiligen Theotokus und die Kapelle, die Johannes dem Täufer geweiht ist, befinden sich außerhalb des Geländes.

## Die Kirche (Katholikon)

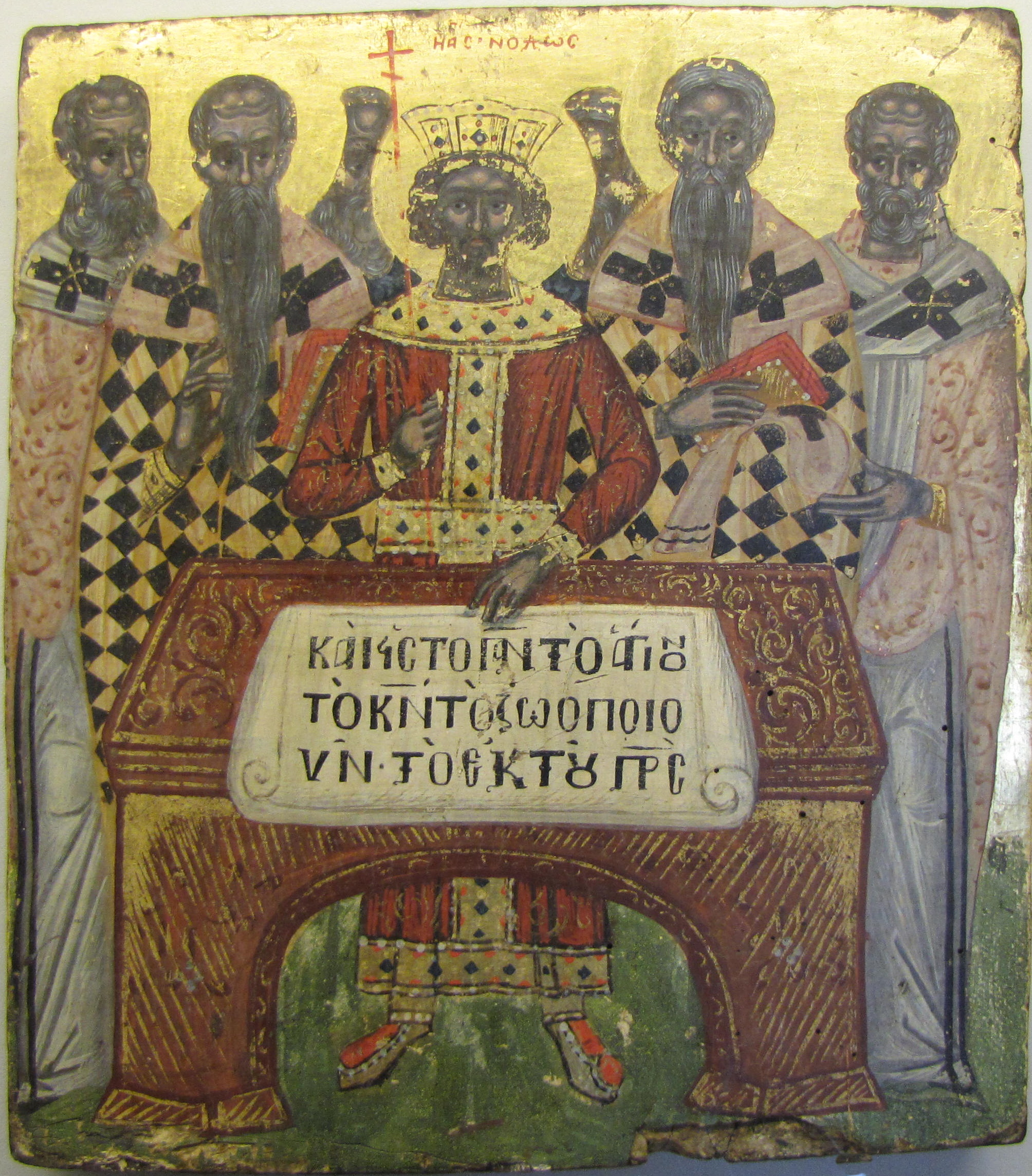
Ikone aus dem Jahr 1633

Die Kirche ist 23 Meter lang, sieben Meter breit und hat Außenmauern die einen Meter stark sind. Es ist ein einfacher, gerader Bau, mit Natursteinen verkleidet und Ziegeln gedeckt. Sie besteht aus dem Vorraum, dem Kirchenraum und dem – von der Ikonostase abgetrennten – nur den Priestern zugänglichen Altarraum.
Durch kleine Fenster dringt Licht ein, die Gemälde, die Schnitzereien, die Ikonen, alles liegt im Halbdunkel. Alle Wände sind mit biblischen oder Motiven von Heiligen bemalt. Die Decke besteht aus Holz und ist in unterschiedliche Muster geformt, die in verschiedenen Farben bemalt wurden. Immer wieder wurden Deckengemälde eingelassen. Mehrere mit Wachskerzen bestückte Leuchter hängen von der Decke. Sie sind mit Porzellankugeln und Straußeneiern verziert. Der Fußboden besteht aus Marmor mit schönen Einlegearbeiten.
Die Tür zum Altarraum wurde mit vergoldeten Holzschnitzereien und Ikonen geschmückt. Die Schnitzereien der Ikonostase sind reine Handarbeit. Einige der Ikonen sind neueren Datums, weil die alten Originale gestohlen wurden.

## Das Museum
Auf recht wenigen Quadratmetern werden viele Exponate ausgestellt. Kostbare Gewänder, die ältesten Ikonen des Klosters aus dem Jahr 1633 und Bücher, die teilweise hier gebunden wurden. Alte Silbergefäße, die während der Liturgie Verwendung fanden, wertvolle Stickereien und Urkunden, die Zeuge der Geschichte des Klosters sind, werden gezeigt.